# Banc (metropolitana di Barcellona)
Banc (nota anche come Banco) è una stazione fantasma della metropolitana di Barcellona, situata tra le stazioni di Urquinaona e Jaume I della linea 4, precisamente sotto la Via Laietana e la Plaça d'Antoni Maura.
Fu realizzata nel 1911 ma i treni del Gran Metro de Barcelona iniziarono a circolare solo nel 1926; tuttavia anche dopo l'entrata in esercizio non potevano effettuare la fermata perché la stazione era troppo vicina alle due stazioni adiacenti e le sue dimensioni erano inadeguate. La stazione rimase quindi chiusa e gli accessi bloccati, venendo impiegata come deposito per il materiale rotabile.
La stazione ha sempre mantenuto un'aura di mistero e sorsero anche leggende metropolitane sul suo utilizzo per trasferimenti segreti di denaro proveniente dalle riscossioni fiscali che sarebbe stato depositato al Banco de España, la cui sede all'epoca era ubicata nelle immediate vicinanze.